# Saloeki
De saloeki (ook saluki) of Perzische windhond is een hondenras afkomstig uit Iran (vroeger Perzië geheten).
Saloeki's werden als jachthond gebruikt door verschillende nomadische woestijnvolken en werden zo van gebieden bij de Kaspische Zee tot de Sahara verspreid. Op Perzisch aardewerk dat dateert van 4200 voor Christus, werden al saloeki-achtige honden afgebeeld. De farao's jaagden met valken op hun pols en saloeki's aan de lijn en in Egyptische graftombes zijn dan ook gemummificeerde saloeki's aangetroffen.
Saloeki's zijn sterk verwant aan Afghaanse windhonden en worden ook wel gazellehond genoemd. De saloeki is ideaal zowel als gezelschapshond als jachthond.

## Uiterlijk
De schofthoogte van de reu ligt tussen de 58 en 71 centimeter, de teef blijft wat kleiner. De vacht is glad en zijdeachtig. De staart, de oren en de achterkant van de poten hoort bevederd (langere beharing) te zijn. Saloeki's komen voor in de kleuren wit, crème, rossig, goud, rood, grizzle, driekleurig (zwart, bruin en wit) en zwart met bruin en in variaties hierop.

## Aard
De saloeki is wat terughoudend ten opzichte van vreemden, maar is zeer gesteld op het gezelschap van zijn baas. Verder is hij onafhankelijk, rustig, waardig en eigenzinnig en heeft hij een groot jachtinstinct en een enorme energie.